# Pavel Šnobel
Pavel Šnobel (* 28. Februar 1980 in Havířov, Tschechoslowakei) ist ein ehemaliger tschechischer Tennisspieler.

## Karriere
Šnobel spielte 1998 seine ersten Turniere auf der Profitour. Dort war er zu Beginn hauptsächlich auf der ITF Future Tour unterwegs, wo er 2000 seinen ersten Einzel- und Doppeltitel gewann. Durch weitere Halbfinal- und Finaleinzüge verbesserte er sich beständig in der Weltrangliste, sodass er am Jahresende im Einzel den 351. Rang und im Doppel den 506. Rang belegte. Durch seine Platzierung nahm er im Folgejahr immer häufiger an Turnieren der höher dotierten ATP Challenger Tour teil, wo ihm im Einzel ein Finaleinzug gelang.
In Metz qualifizierte sich Šnobel 2003 für das Einzelfeld und kam so zu seinem Debüt auf der ATP World Tour. In der ersten Runde war die Nummer 88 der Welt Victor Hănescu zu stark für ihn und er schied in der ersten Runde aus. Ein Jahr später verbesserte er sich in der Rangliste durch gute Resultate auf der Challenger Tour um über 150 Plätze und er schaffte sowohl im Einzel als auch im Doppel den Sprung in die Top 200. Im Doppel feierte er zudem in Buxoro seinen ersten Challengertitel. 2005 wurde für ihn auf der Challenger Tour sein erfolgreichstes Jahr. Im Doppel gewann er fünf seiner insgesamt zehn Titel und erreichte im Februar 2006 mit dem 110. Rang seinen Karrierebestwert. Im Einzel qualifizierte er sich 2006 bei den Australian Open erstmals für das Hauptfeld bei einem Grand-Slam-Turnier. In der ersten Runde unterlag er dem Niederländer Raemon Sluiter in vier Sätzen. Auf der Challenger Tour stand er in einem weiteren Finale, verlor dieses jedoch. Im Doppel war er erfolgreicher, er konnte in Ostrava und Košice zwei weitere Titelgewinne feiern. Zudem stand er mit Tomáš Cakl als Lucky Loser in Wimbledon im Doppelfeld, wo sie ihr Auftaktmatch gegen Łukasz Kubot und Tomáš Zíb verloren.
2007 gelang ihm in Ho-Chi-Minh-Stadt sein erster Einzeltitel auf der Challenger Tour. Bei der Sommer-Universiade 2007 in Bangkok gewann er an der Seite von Eva Hrdinová gegen die russische Paarung Alissa Kleibanowa und Alexander Krasnoruzki die Goldmedaille im Mixed-Doppel. 2008 gewann er in den usbekischen Städten Fargʻona im Einzel und Taschkent im Doppel je einen weiteren Challengertitel. In Wimbledon qualifizierte er sich im Einzel für das Hauptfeld und unterlag in seiner Auftaktpartie glatt dem Argentinier Juan Martín del Potro. Im Februar 2009 belegte er mit dem 154. Rang seine beste Einzelplatzierung. Nachdem er im Einzel nur noch in einem Challenger-Halbfinale stand, rutschte er in der Weltrangliste ab und hielt sich knapp in den Top 500. 2010 war seine letzte volle Saison, die er spielte, es folgten noch vereinzelte Auftritte in den Folgejahren, bevor er 2014 endgültig seine Karriere beendete.

## Erfolge
| Legende (Anzahl der Siege)  |
| Grand Slam                  |
| ATP World Tour Finals       |
| ATP World Tour Masters 1000 |
| ATP World Tour 500          |
| ATP World Tour 250          |
| ATP Challenger Tour (12)    |

### Einzel

#### Turniersiege
| Nr. | Datum         | Turnier           | Belag     | Finalgegner    | Ergebnis  |
| --- | ------------- | ----------------- | --------- | -------------- | --------- |
| 1.  | 18. März 2007 | Ho-Chi-Minh-Stadt | Hartplatz | Farrux Doʻstov | 6:3, 7:63 |
| 2.  | 24. Mai 2008  | Fargʻona          | Hartplatz | George Bastl   | 7:5, 6:3  |

### Doppel

#### Turniersiege
| Nr. | Datum             | Turnier      | Belag         | Partner           | Finalgegner                         | Ergebnis          |
| --- | ----------------- | ------------ | ------------- | ----------------- | ----------------------------------- | ----------------- |
| 1.  | 27. August 2004   | Buxoro       | Hartplatz     | Michal Mertiňák   | Paul Logtens Melle van Gemerden     | 6:4, 6:2          |
| 2.  | 27. Februar 2005  | Lübeck       | Teppich (i)   | Martin Štěpánek   | Philipp Petzschner Lars Uebel       | 7:65, 5:7, 7:5    |
| 3.  | 12. März 2005     | Kyōto        | Teppich (i)   | Michal Tabara     | Jōji Miyao Atsuo Ogawa              | 6:2, 6:74, 7:5    |
| 4.  | 10. April 2005    | Mexiko-Stadt | Sand          | Lukáš Dlouhý      | Marcos Daniel Flávio Saretta        | 5:7, 6:4, 6:3     |
| 5.  | 8. Mai 2005       | Ostrava (1)  | Sand          | Martin Štěpánek   | Tomáš Cibulec Mariusz Fyrstenberg   | 7:61, 2:6, 7:64   |
| 6.  | 4. September 2005 | Freudenstadt | Sand          | Martin Štěpánek   | Sebastian Fitz Simon Greul          | 6:2, 6:4          |
| 7.  | 7. Mai 2006       | Ostrava (2)  | Sand          | Jaroslav Pospíšil | Philipp Marx Torsten Popp           | 6:4, 6:73, [10:6] |
| 8.  | 17. Juni 2006     | Košice       | Sand          | Viktor Bruthans   | Kamil Čapkovič Lukáš Lacko          | 7:5, 5:7, [10:4]  |
| 9.  | 20. April 2007    | Cardiff      | Hartplatz (i) | Jan Vacek         | Paul Baccanello Wesley Moodie       | kampflos          |
| 10. | 18. Oktober 2008  | Taschkent    | Hartplatz     | Flavio Cipolla    | Michail Jelgin Alexander Kudrjawzew | 6:3, 6:4          |